# Kozojedy, Jičín
Kozojedy là một làng thuộc huyện Jičín, vùng Královéhradecký, Cộng hòa Séc.